# トレッポ・グランデ
トレッポ・グランデ（伊: Treppo Grande）は、イタリア共和国フリウリ＝ヴェネツィア・ジュリア州ウーディネ県にある、人口約1,700人の基礎自治体（コムーネ）。

## 名称
標準イタリア語以外では以下の名称を持つ。
- フリウリ語: Trep Grant

## 地理

### 位置・広がり

#### 隣接コムーネ
隣接するコムーネは以下の通り。
- アルテーニャ
- ブーヤ
- カッサッコ
- コッロレード・ディ・モンテ・アルバーノ
- マニャーノ・イン・リヴィエーラ
- トリチェージモ

### 気候分類・地震分類
トレッポ・グランデにおけるイタリアの気候分類 (it) および度日は、zona E, 2506 GGである。
また、イタリアの地震リスク階級 (it) では、zona 2 (sismicità media) に分類される。

## 行政

### 分離集落
トレッポ・グランデには、以下の分離集落（フラツィオーネ）がある。
- Carvacco, Treppo Piccolo, Vendoglio, Zegliacco, Zeglianutto